# يو إف سي 48
يو إف سي 48: الاسترداد (بالإنجليزية: UFC 48: Payback)‏ هو حدث لفنون القتال المختلطة نظمته يو إف سي، أُقيم في 19 يونيو 2004، على ميشيلوب ألترا أرينا في لاس فيغاس، نيفادا، الولايات المتحدة.